# Þjófafoss

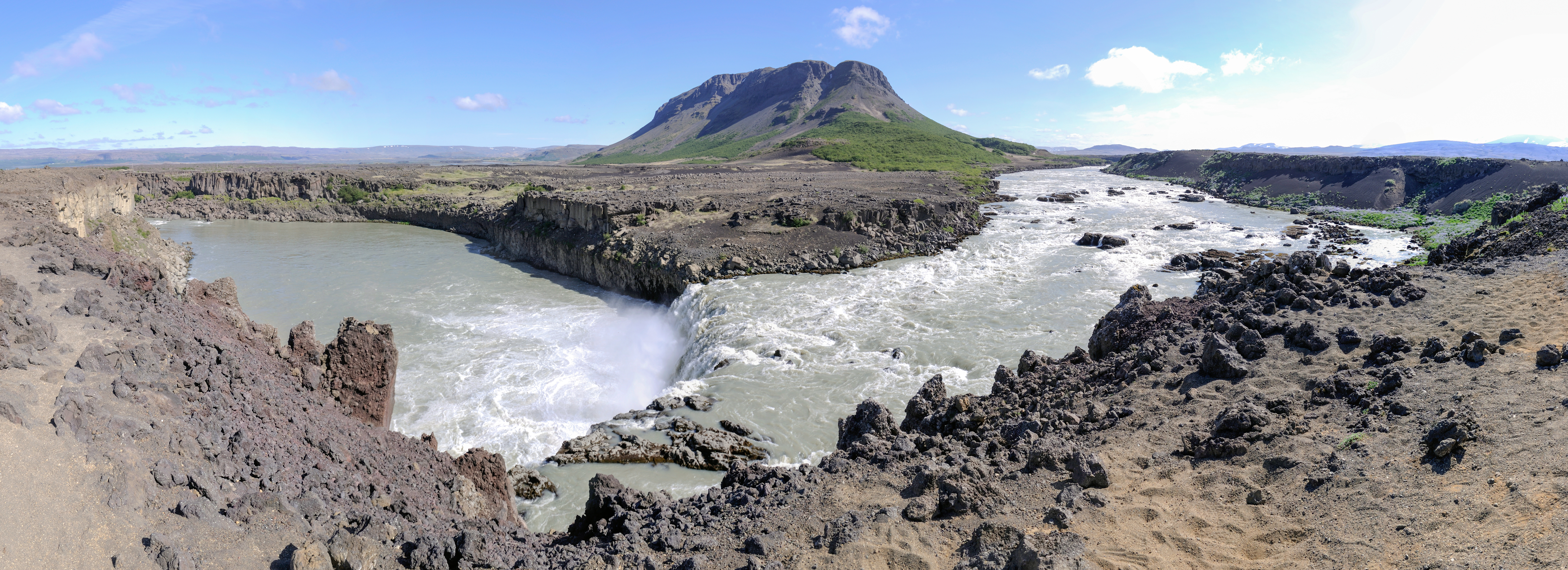
Þjófafoss Juni 2016, Panoramaaufnahme 155°

Der Þjófafoss (isl. þjófar = „Diebe“, foss = „Wasserfall“) ist ein Wasserfall der Þjórsá in Südisland. Man soll Diebe in den Wasserfall gestoßen haben.
Südlich des Berges Búrfell stützt hier der Fluss in einem weiten Bogen um 12 m in die Tiefe. Da das Wasser der Þjórsá für das Búrfellsvirkjun oberhalb entnommen und unterhalb wieder abgegeben wird, ist der Wasserfall zur Zeit der Schneeschmelze am größten.  